# Afacerea Haymarket

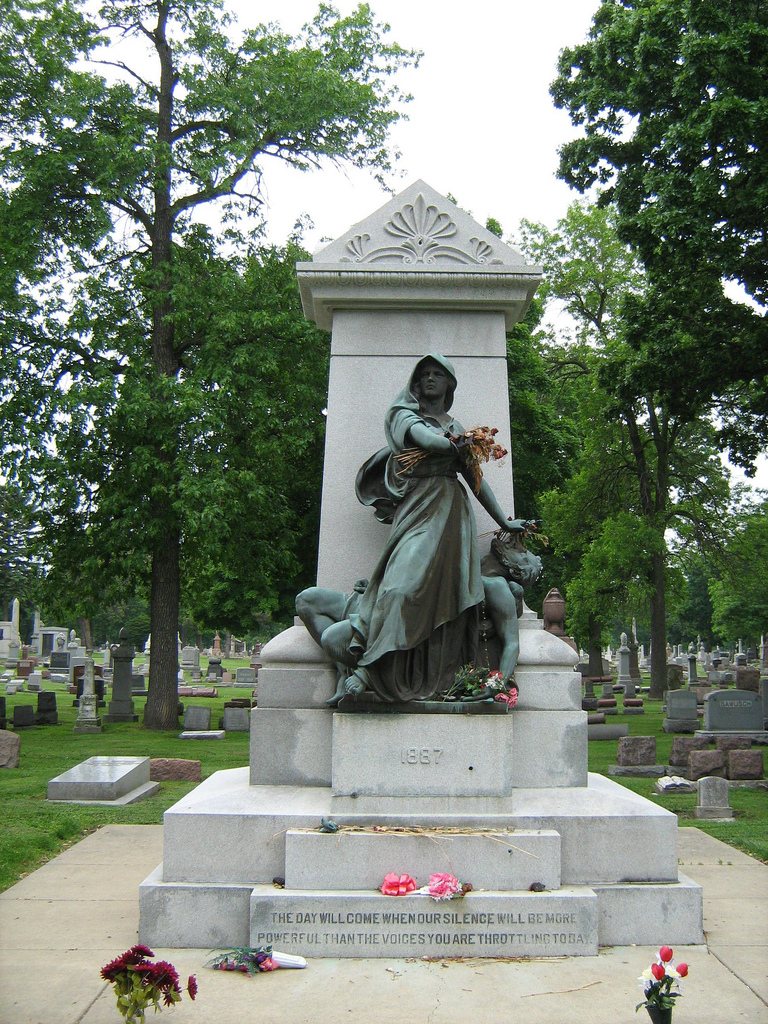
Monumentul Martirilor de la Haymarket, aflat în cimitirul Forest Home din Chicago

Afacerea Haymarket (denumită și masacrul din Haymarket) a fost o demonstrație ce a avut loc în ziua de marți, 4 mai 1886, în Piața Haymarket din Chicago, Statele Unite. Ea a început ca un miting de susținere a muncitorilor aflați în grevă pentru reducerea zilei de lucru la 8 ore. O persoană necunoscută a aruncat o bombă artizanală înspre polițiști în timp ce aceștia încercau să împrăștie mulțimea. Explozia și focurile de armă ce au urmat s-au soldat cu moartea a opt polițiști și cu un număr necunoscut de morți din rândul civililor. În procesul care a urmat și care a fost mediatizat pe plan mondial, opt anarhiști au fost judecați pentru crimă. Patru au fost condamnați și executați, iar unul s-a sinucis în închisoare, deși acuzarea a recunoscut că niciunul dintre aceștia nu aruncase bomba.
Afacerea Haymarket este semnificativă pentru rolul pe care l-a jucat în stabilirea zilei de 1 mai ca Zi Internațională a Muncii. În literatura populară, evenimentul a inspirat caricatura „anarhistului care aruncă bombe”. Cauzele incidentului rămân controvesate încă; atitudinea profund polarizată ce diviza mediul de afaceri și muncitorimea la sfârșitul secolului al XIX-lea în Chicago sunt considerate a fi fost factori ce au generat tragedia și urmările ei. Locul incidentului a fost desemnat ca punct de reper în orașul Chicago la 25 martie 1992. Monumentul Martirilor de la Haymarket din cimitirul Forest Park, aflat în apropiere, este pe lista Registrului Național al Siturilor Istorice (National Register of Historic Places) și a fost desemnat ca reper istoric național (National Historic Landmark) din 18 februarie 1997.

## Frământările sociale

### Marșul și grevele de la 1 mai
În octombrie 1884, o convenție a federației sindicale americane Federation of Organized Trades and Labor Unions⁠(d) a stabilit în unanimitate data de 1 mai 1886, ca dată-limită până la care programul de lucru de opt ore pe zi să devină standard. Cum se apropia respectiva zi, sindicatele americane s-au pregătit de grevă generală pentru a susține programul de lucru de opt ore pe zi.
În ziua de sâmbătă, 1 mai, s-au ținut mitinguri în întreaga țară. Circa 10.000 de demonstranți au ieșit pe străzi în New York City și 11.000 în Detroit. În Milwaukee, Wisconsin, au demonstrat alți 10.000 de muncitori. Centrul mișcării sindicale a fost însă la Chicago, unde au intrat în grevă aproximativ 40.000 de muncitori. Albert Parsons⁠(d) era anarhist și fondator al sindicatului International Working People's Association⁠(d) (IWPA). Parsons, împreună cu soția sa Lucy⁠(d) și cu copiii lor, au fost în fruntea unei coloane de 80.000 într-un marș pe Michigan Avenue⁠(d). Tot în Chicago, 10.000 de angajați din domeniul prelucrării lemnului au mers într-un marș separat. Numărul estimat de muncitori greviști în Statele Unite s-a ridicat la un număr între 300.000 și o jumătate de milion.
| Imagine indisponibilă |  | Imagine indisponibilă |
| Primul fluturaș prin care se cerea un miting în Haymarket în ziua de 4 mai. (stânga) și fluturașul revizuit. (dreapta) Cuvintele „Muncitori, înarmați-vă și veniți cu toată puterea!” au fost scoase din versiunea revizuită. |  |                       |

La 3 mai, muncitorii greviști din Chicago s-au întâlnit lângă fabrica de mașini agricole McCormick⁠(d). Turnătorii de la această fabrică erau în Lock-out⁠(d) de la începutul lui februarie și muncitorii predominant de origine irlandeză ai fabricii fuseseră atacați de angajații firmei de securitate Pinkerton în timpul unei greve din 1885. Acest eveniment, împreună cu faptul că muncitorii de la McCormick militau pentru programul de lucru de opt ore, îi făcuse celebri și respectați în tot orașul. La momentul grevei generale din 1886, spărgătorii de grevă ce intrau în fabrica McCormick erau protejați de un contingent de 400 de polițiști. Deși jumătate din muncitorii înlocuitori luaseră și ei parte la greva generală de la 1 mai, muncitorii de la McCormick au continuat să-i hărțuiască pe spărgătorii de grevă care treceau liniile pichetului.
Într-un discurs ținut la un miting de lângă fabrică la 3 mai, August Spies⁠(d) i-a sfătuit pe greviști să „strângă rândurile, să rămână uniți, că altfel nu vor reuși.” Bine planificată și coordonată, greva generală rămăsese până în acest punct una pașnică. Când a sunat clopotul care anunța sfârșitul zilei de lucru, însă, un grup de muncitori s-a apropiat de porți pentru a-i admonesta pe spărgătorii de grevă. În pofida apelurilor lui Spies la calm, au izbucnit focuri de armă din partea poliției. În final, doi muncitori de la McCormick au murit (deși în unele articole de ziar scria despre șase victime). Spies avea să depună mai târziu mărturie: „Am fost foarte revoltat. Știam din experiența trecutului că această măcelărire a oamenilor se face cu scopul expres de a înfrânge mișcarea pentru ziua de muncă de opt ore.”
Indignați de acest act de violență comis de forțele de ordine, anarhiștii locali au tipărit și au distribuit fluturași prin care cereau un miting a doua zi în piața Haymarket, care era pe atunci un centru comercial animat aflat în apropierea intersecției dintre străzile Randolph și Desplaines. Tipărit în germană și engleză, manifestul acuza poliția de uciderea greviștilor în scopul susținerii intereselor patronilor și a cerut muncitorilor să-și caute dreptatea. Primul lot de fluturași conținea cuvintele Muncitori, înarmați-vă și veniți cu toată puterea! Când a văzut acest text, Spies a spus că nu va vorbi la miting decât dacă acele cuvinte sunt șterse de pe fluturaș. Tot acest lot a fost distrus, doar câteva sute păstrându-se, și s-a tipărit un manifest nou fără cuvintele care îndemnau la violență. Au fost distribuite peste 20.000 de copii ale manifestului revizuit.

### Mitingul din piața Haymarket

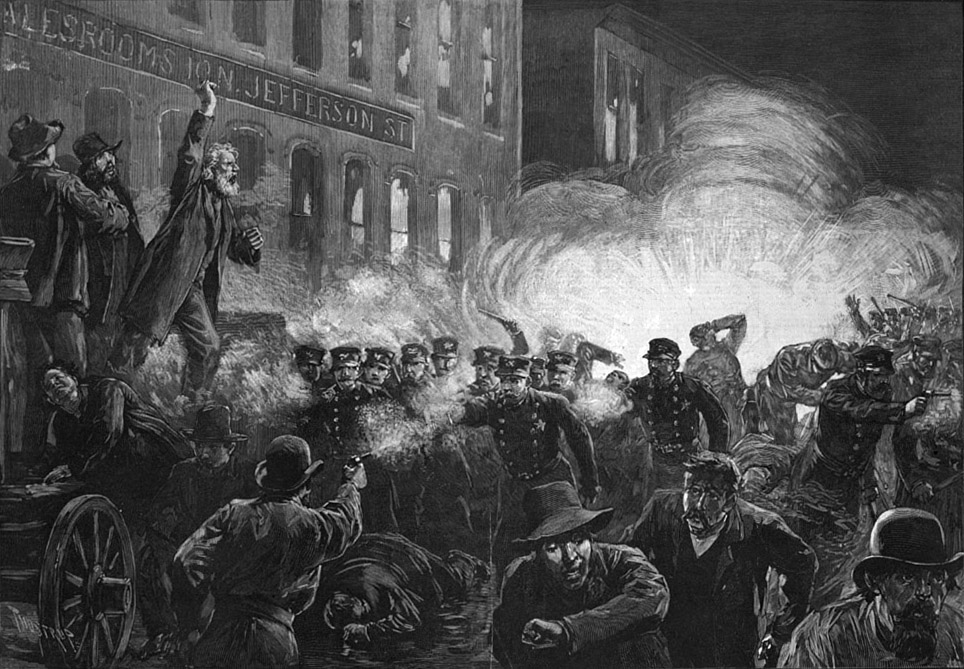
Gravură din 1886 care a fost cea mai frecvent reprodusă imagine pentru afacerea Haymarket. Ea este incorectă însă deoarece prezintă simultan pe Fielden ținând o cuvântare, bomba explodând, și violențele izbucnind, toate aceste evenimente având loc la momente diferite de timp.

Mitingul a început pașnic sub o ploaie ușoară de primăvară în seara zilei de 4 mai. August Spies⁠(d) a vorbit mulțimii de pe o căruță deschisă aflată pe strada Des Plaines în timp ce un număr mare de polițiști priveau din apropiere. Conform depozițiilor martorilor, Spies a început prin a spune că mitingul nu are scopul de a incita la violență. Istoricul Paul Avrich⁠(d) îl citează pe Spies: „pare să predomine în unele cercuri opinia că această întrunire a fost convocată în scopul de a stârni o revoltă, de unde și aceste pregătiri ca de război din partea așa-numitelor forțe ale «legii și ordinii». Dați-mi voie însă de la început să vă spun că această întrunire nu a fost convocată într-un astfel de scop. Țelul acestei demonstrații este de a explica situația generală a mișcării pentru ziua de muncă de opt ore și de a lămuri diferite incidente legate de ea.”

Mulțimea era atât de liniștită încât primarul Carter Harrison, Sr.⁠(d), care se oprise și el să vadă ce se întâmplă, a plecat acasă mai devreme. Samuel Fielden⁠(d), ultimul orator, își termina cuvântarea pe la ora 10:30 când poliția a cerut împrăștierea demonstranților și s-a îndreptat în formație către căruța de pe care se țineau discursurile. Către linia de polițiști s-a aruncat atunci o bombă artizanală care a explodat, ucigându-l pe polițistul Mathias J. Degan. Poliția a deschis imediat focul. Unii muncitori erau înarmați, dar relatările martorilor nu sunt consistente în a lămuri câți au răspuns la foc. Incidentul a durat mai puțin de cinci minute.

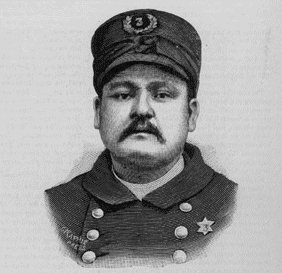
Gravură reprezentându-l pe ofițerul de poliție Mathias J. Degan, ucis de explozie.

În afara lui Degan, se pare că și alți polițiști au fost răniți de bombă, dar majoritatea victimelor din rândul forțelor de ordine au fost cauzate de gloanțe, mare parte trase chiar de către colegii lor. În raportul privind incidentul, John Bonfield scria: „am dat ordin să se înceteze focul, de teama că unii dintre ai noștri, din cauza întunericului, să tragă unii în alții”. Un oficial anonim a declarat pentru Chicago Tribune: „un număr mare de polițiști au fost răniți de revolverele colegilor lor. ... Era fiecare pe cont propriu, și în timp ce unii s-au îndepărtat puțin, restul și-au golit revolverele, mai mult unii în alții.”
Circa 60 de polițiști au fost răniți în incident, împreună cu un număr necunoscut de civili. În total, opt polițiști și cel puțin patru muncitori au murit, inclusiv un polițist care a murit la mai mult de doi ani după aceea din cauza rănilor suferite în acea zi. Nu este clar câți civili au fost răniți, întrucât mulți s-au temut să ceară îngrijiri medicale, de teama arestării. Căpitanul de poliție Michael Schaack a scris că numărul muncitorilor răniți era „mult mai mare decât al celor din rândul poliției”. Chicago Herald a descris scena ca pe una de „masacru sălbatic” și a estimat că cel puțin cincizeci de civili morți și răniți zăceau pe străzi.

## Procesul, execuțiile și grațierile

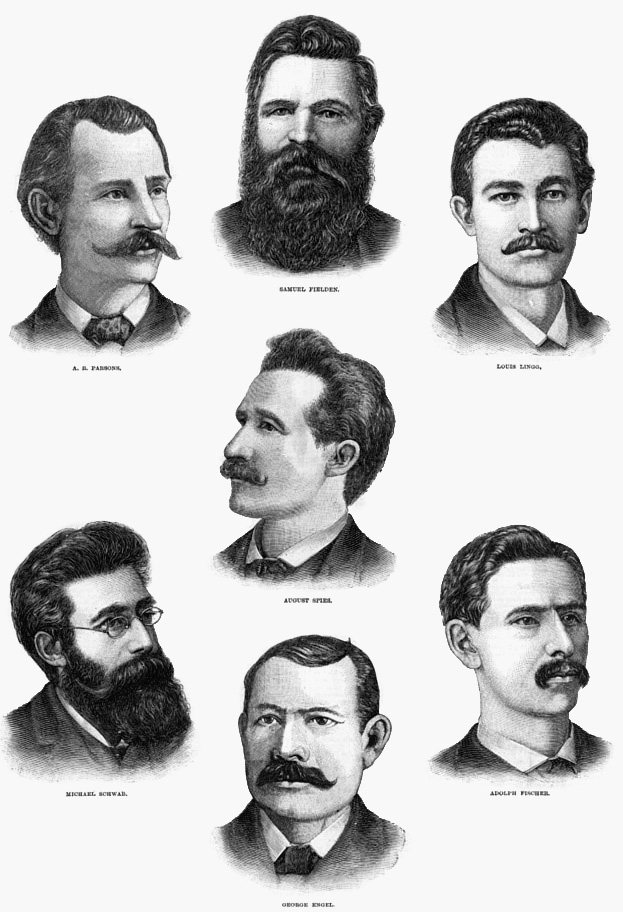
Gravură cu cei șapte anarhiști condamnați la moarte pentru uciderea lui Degan. Un al optulea inculpat, Neebe, care nu apare în imagine, a fost condamnat la 15 ani închisoare.

Opt persoane legate direct sau indirect cu mitingul și cu anarhiștii care l-au organizat au fost arestați și acuzați de uciderea lui Degan: August Spies⁠(d), Albert Parsons⁠(d), Adolph Fischer⁠(d), George Engel⁠(d), Louis Lingg⁠(d), Michael Schwab⁠(d), Samuel Fielden⁠(d) și Oscar Neebe⁠(d). Cinci dintre ei (Spies, Fischer, Engel, Lingg și Schwab) erau imigranți germani iar al șaselea, Neebe, era cetățean american de origine germană. Ceilalți doi, Parsons și Fielden, erau născuți în SUA, respectiv Anglia. Alți doi, William Seliger și Rudolph Schnaubelt, au fost urmăriți penal, dar nu au fost puși sub acuzare. Seliger a dat probe procuraturii și a depus mărturie din partea acuzării, iar Schnaubelt a fugit din țară.
Procesul a început la 21 iunie și a fost prezidat de judecătorul Joseph Gary⁠(d). Avocați ai apărării au fost, printre alții, Sigmund Zeisler⁠(d), William Perkins Black⁠(d), William Foster și Moses Salomon. Acuzarea, în frunte cu Julius Grinnell, nu a adus dovezi credibile care să-i lege pe inculpați de atentatul cu bombă, dar a susținut că persoana care a aruncat bomba nu a fost descurajată de aceștia și că ei, în calitate de conspiratori, sunt la fel de vinovați. Fratele lui Albert Parsons a afirmat că există dovezi care leagă firma de securitate Pinkerton de bombă.
Juriul i-a găsit vinovați pe toți cei opt acuzați– șapte au fost condamnați la moarte, iar Neebe a fost condamnat la 15 ani închisoare. Sentințele au declanșat indignarea tinerelor mișcări sindicale, soldată cu proteste în toată lumea, și cu ridicarea inculpaților la rang de celebrități politice de nivel internațional și de eroi în cercurile sindicale și politice radicale. Între timp, presa a publicat mai multe relatări și opinii senzaționaliste privind afacerea Haymarket, care a polarizat reacția publicului. Într-un articol intitulat „Anarchy’s Red Hand” („Mâna roșie a anarhiei”), The New York Times a descris incidentul ca fiind „fructul însângerat” al „învățăturilor malefice ale anarhiștilor”. Chicago Times i-a descris pe acuzați ca fiind „arhiavocați ai violenței, jafului, incendierilor și crimelor”; alți reporteri i-au descris drept „brute sângeroase”, „huligani roșii”, „dinamarhiști”, „monștri sângeroși”, „lași”, „tâlhari”, „asasini” sau „diavoli”. Ziaristul George Frederic Parsons a scris un articol pentru The Atlantic Monthly în care a identificat temerile americanilor din clasa de mijloc față de radicalismul sindical, și a declarat că muncitorii sunt singurii vinovați pentru problemele lor. Edward Aveling⁠(d), ginerele lui Karl Marx, a remarcat: „dacă acești oameni vor ajunge să fie spânzurați, Chicago Tribune vor fi cei vinovați.”
În acest caz s-a făcut în 1887 apel la Curtea Supremă a statului Illinois, apoi la Curtea Supremă a Statelor Unite ale Americii unde inculpații au fost reprezentați de John Randolph Tucker, Roger Atkinson Pryor⁠(d), generalul Benjamin F. Butler și William P. Black. Petiția pentru Certiorari⁠(d) a fost refuzată.
După ce toate apelurile au fost epuizate, guvernatorul statului Illinois, Richard James Oglesby⁠(d), a comutat pedepsele lui  Fielden și Schwab la închisoare pe viață la 10 noiembrie 1887. În ajunul execuției, Lingg s-a sinucis în celula sa cu un baton de dinamită pe care l-ar fi ținut în gură ca pe un trabuc (explozia i-a distrus jumătate din față și a murit după o agonie de șase ore).
A doua zi (11 noiembrie 1887) Spies, Parsons, Fischer și Engel au fost duși la spânzurătoare îmbrăcați cu robe și glugi albe. Ei au cântat La Marseillaise, pe atunci imnul mișcării revoluționare internaționale. Membrii familiilor lor, printre care și Lucy Parsons⁠(d), care au încercat să-i mai vadă o ultimă oară, au fost arestați și percheziționați în căutarea unor bombe (nu s-a găsit niciuna). Martorii au relatat că în momentele dinainte de a fi spânzurat, Spies a strigat: „Va veni vremea când tăcerea noastră va fi mai puternică decât glasurile pe care le sugrumați astăzi!” Conform martorilor, condamnații nu au murit imediat, ci s-au sufocat încet, cei prezenți la execuție fiind vizibil afectați.
Lingg, Spies, Fischer, Engel și Parsons au fost înmormântați în cimitirul german Waldheim (care apoi a fost unit cu Forest Home Cemetery) din Forest Park, Illinois⁠(d), o suburbie a orașului Chicago. Schwab și Neebe au fost înmormântați și ei la Waldheim după ce au murit, „martirii” fiind astfel reuniți. În 1893, la Waldheim s-a inaugurat Monumentul Martirilor din Haymarket, realizat de sculptorul Albert Weinert. După peste o sută de ani, el a fost desemnat „reper istoric național” de către Departamentul de Interne al SUA, fiind singurul monument de cimitir desemnat astfel.
Istoricul David Roediger a caracterizat procesul drept una dintre cele mai mari erori judiciare din istoria Statelor Unite. Muncitorii au fost de părere că incidentul fusese provocat de agenți de la Pinkerton. La 26 iunie 1893, guvernatorul statului Illinois John Peter Altgeld⁠(d) a semnat grațieri pentru Fielden, Neebe și Schwab după ce a concluzionat că toți cei opt acuzați sunt nevinovați. Guvernatorul a spus că atentatul s-a produs deoarece autoritățile locale din Chicago nu i-au tras la răspundere pe angajații firmei de securitate Pinkerton pentru că au împușcat muncitori. Grațierile au dus la încheierea carierei sale politice.
Comandantul de poliție care a ordonat împrăștierea manifestației a fost ulterior condamnat pentru corupție. Cel care a aruncat bomba nu a fost niciodată identificat.

## Afacerea Haymarket și Ziua Internațională a Muncii
Afacerea Haymarket a fost un mare pas înapoi pentru sindicatele americane și pentru lupta lor pentru ziua de lucru de opt ore. La convenția American Federation of Labor⁠(d) (AFL) din 1888, sindicatul a hotărât să reia campania pentru scurtarea programului de lucru. S-a căzut de acord că ziua de 1 mai 1890, să fie data la care muncitorii vor intra în grevă pentru programul de lucru de opt ore.

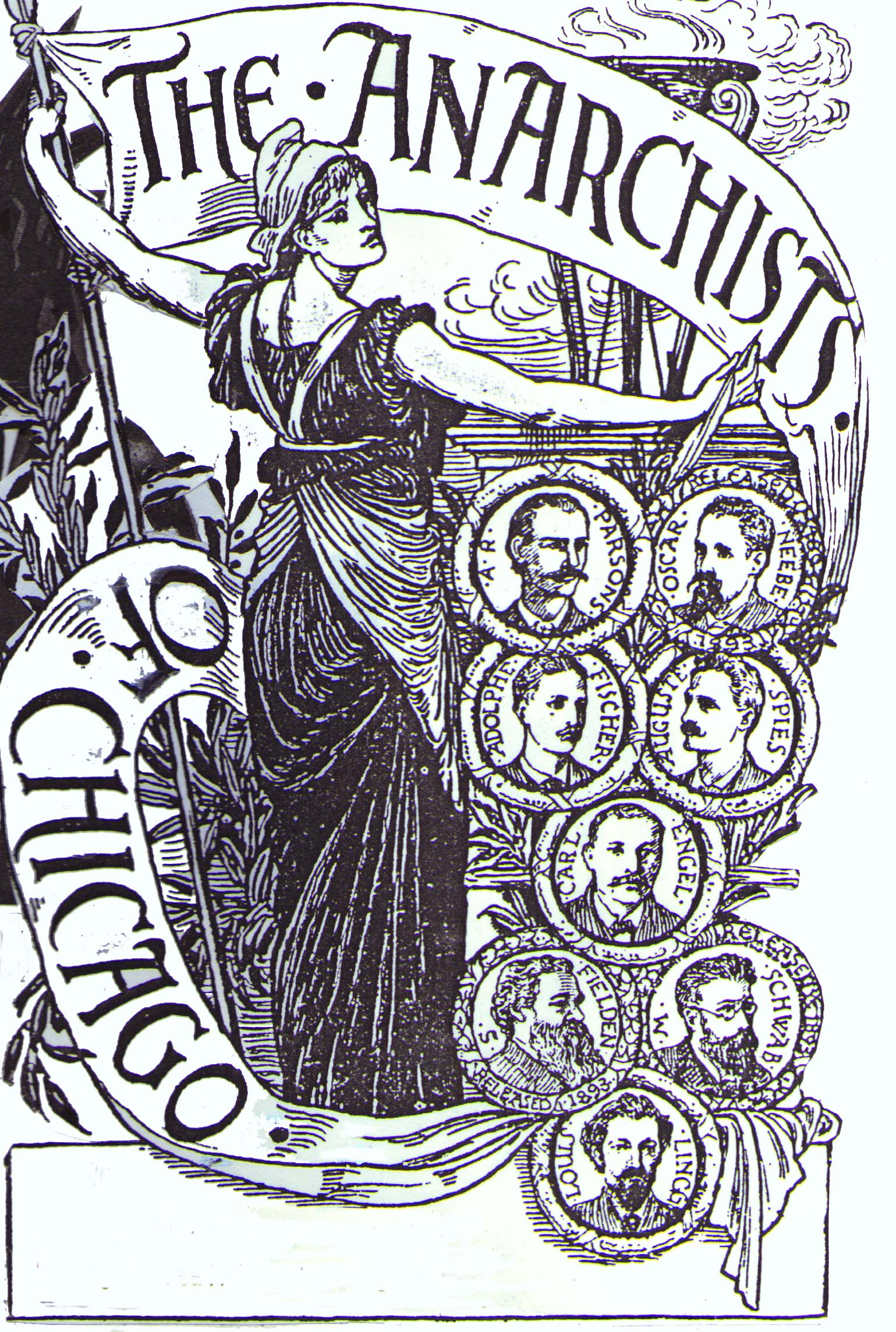
Gravură a lui despre „Anarhiștii din Chicago", care a circulat printre anarhiști, socialiști și sindicaliști.

În 1889, președintele AFL Samuel Gompers⁠(d) a scris primului congres al celei de a Doua Internaționale⁠(d), întrunit la Paris. El i-a informat pe socialiști despre planurile AFL și a propus o luptă internațională pentru programul de lucru universal de 8 ore. Ca răspuns la scrisoarea lui Gompers, Internaționala a doua a adoptat o rezoluție prin care cerea „o mare demonstrație internațională” într-o anume zi astfel încât muncitorii de pretutindeni să ceară program de lucru de opt ore. În lumina planului americanilor, Internaționala a adoptat ziua de 1 mai 1890 ca dată pentru această demonstrație.
Un scop secundar al adoptării rezoluției era cel de a cinsti memoria martirilor de la Haymarket și a altor muncitori uciși în perioada grevelor de la 1 mai 1886. Istoricul Philip Foner⁠(d) scria: „nu rămâne îndoială că toți cei asociați cu rezoluția adoptată de Congresul de la Paris știau de grevele și demonstrațiile de la 1 mai pentru programul de lucru de opt ore din 1886 din Statele Unite ... și de evenimentele asociate cu tragedia de la Haymarket.”
Primul 1 Mai a fost un succes spectaculos. Prima pagină din New York World⁠(d), numărul din 2 mai 1890, a fost dedicată relatării evenimentului. Două dintre titlurile sale erau: „Paradă de muncitori jubilând în toate centrele industriale ale lumii civilizate” și „Pretutindeni, muncitorii se unesc cerând norma de muncă.” The Times din Londra a prezentat o listă de 24 de orașe europene în care avuseseră loc demonstrații, amintindu-le și pe cele din Cuba, Peru și Chile. Începând cu anul următor, 1 mai a devenit Ziua Internațională a Muncii.
Asocierea zilei de 1 mai cu martirii de la Haymarket a rămas puternică în Mexic. Mary Harris "Mother" Jones era în Mexic la 1 mai 1921, și a scris despre ziua de „fiesta” care marca „uciderea la Chicago a muncitorilor care cereau program de lucru de opt ore”. În 1929, The New York Times vorbea despre parada de 1 mai din Ciudad de México drept „demonstrația anuală de glorificare a amintirii celor ce au murit la Chicago în 1886”. Aceeași publicație a descris demonstrațiile din 1936 ca o comemorare a „morții martirilor din Chicago.” În 1939, nepotul lui Oscar Neebe a participat la parada de 1 mai din Ciudad de México și i s-a arătat, așa cum i-au spus gazdele, „cum lumea își arată respectul față de bunicul dv.” În 1981, un oaspete american scria că i-a fost rușine să trebuiască să explice muncitorilor mexicani că cei americani nu cunosc afacerea Haymarket și originile sărbătorii de 1 mai.
Influența afacerii Haymarket nu s-a limitat la sărbătoarea Zilei Muncii. Emma Goldman a fost atrasă de anarhism după ce a citit despre incident și despre execuții, pe care le-a descris apoi drept „evenimentele care mi-au inspirat nașterea și creșterea spirituală”. Ea considera că martirii de la Haymarket au reprezentat „cea mai decisivă influență a existenței mele”. Alexander Berkman i-a descris și el pe martirii de la Haymarket ca „o sursă puternică și vitală de inspirație”. Printre alții a căror aderare la anarhism a fost încurajată de afacerea Haymarket s-au numărat Voltairine de Cleyre și "Big Bill" Haywood⁠(d), membru fondator al federației Industrial Workers of the World⁠(d). Goldman i-a scris lui Max Nettlau⁠(d) că afacerea Haymarket trezise conștiința socială a „sutelor, poate miilor de oameni”.

## Identitatea persoanei care a aruncat bomba
Deși a recunoscut că niciunul dintre acuzați nu a fost implicat direct în atentat, acuzarea a susținut, fără argumente solide, că Lingg ar fi construit bomba și doi martori ai acuzării (Harry Gilmer și Malvern Thompson) au încercat să sugereze că autorul atentatului a fost ajutat de Spies, Fischer și Schwab. Acuzații au susținut că nu știau nimic despre bombă și despre cel care a aruncat-o.
Mai mulți activiști, printre care și Dyer Lum⁠(d), Voltairine de Cleyre⁠(d) și Robert Reitzel, au sugerat apoi că ar ști cine a fost atentatorul. Diverși autori și comentatori au speculat despre mai mulți posibili suspecți:

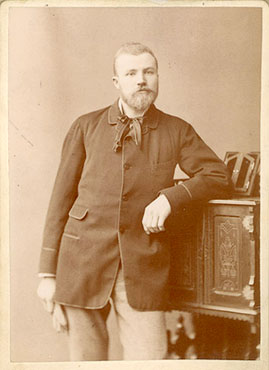
Rudolph Schnaubelt, în această imagine, a fost pus sub acuzare dar a fugit din țară. Deși acuzarea a presupus că el ar fi aruncat bomba, el nu se potrivește descrierii date de martori în timpul procesului.

- Rudolph Schnaubelt (1863–1901) a fost un activist, cumnat al lui Michael Schwab. El se afla la Haymarket când a explodat bomba. Schnaubelt a fost urmărit penal, împreună cu ceilalți inculpați, dar a fugit din oraș și apoi din țară înainte de a putea fi adus în fața instanței. Acuzarea a presupus că el ar fi aruncat bomba. Martorul acuzării Gilmer a susținut că l-ar fi văzut cum aruncă bomba, dar Schnaubelt nu semăna cu descrierea dată de Gilmer. Schnaubelt a scris apoi două scrisori din Londra prin care își declara nevinovăția. El este încă cel mai cunoscut suspect din cauza cărții The Bomb de Frank Harris, publicată în 1908. Scrisă din punctul de vedere al lui Schnaubelt, povestea începe cu el mărturisind pe patul morții. Descrierea lui Harris este însă una fictivă, și cei care îl cunoșteau pe Schnaubelt au criticat vehement cartea.[60]
- George Schwab a fost un cizmar german care a murit în 1924. Anarhistul german Carl Nold a susținut că ar fi aflat, din corespondența cu alți anarhiști, că Schwab ar fi aruncat bomba, dar nicio altă dovadă nu a ieșit la iveală. Istoricul Paul Avrich⁠(d) l-a suspectat și el, dar a observat căm deși Schwab era în Chicago, el sosise doar cu câteva zile în urmă. Aceasta contrazicea declarațiile altora, cum că atacatorul era o persoană cunoscută în Chicago.[61][62]
- George Meng (n. circa 1840) era un anarhist german, căruțaș și proprietar al unei mici ferme lângă oraș, unde se stabilise în 1883 după ce emigrase din Bavaria. Ca și Parsons și Spies, era delegat la Congresul de la Pittsburgh și membru al IWPA. Nepoata lui Meng, Adah Maurer, i-a scris lui Paul Avrich o scrisoare în care spunea că mama ei, care avea 15 ani la momentul atentatului, i-ar fi spus că tatăl ei a aruncat bomba. Meng a murit într-un incendiu înainte de 1907. Pe baza corespondenței cu Maurer, Avrich a concluzionat că este o „bună posibilitate” ca anonimul Meng să fi fost atacatorul.[63]
- Un agent provocator a fost o sugestie a unor membri ai mișcării anarhiste. Albert Parsons credea că autorul atentatului era un membru al poliției sau al firmei Pinkerton care încerca să submineze mișcarea sindicală. Aceasta contrazice însă declarațiile mai multor activiști care au spus că atentatorul era unul dintre ei. Lucy Parsons și Johann Most⁠(d) au respins această noțiune. Dyer Lum a spus că este „pueril” să pui bomba de la Haymarket pe seama cuiva de la Pinkerton.[64]
- Un muncitor furios a mai fost o variantă. Când a fost întrebat Adolph Fischer dacă știe cine a aruncat bomba, el a răspuns: „presupun că vreun muncitor agitat”. Oscar Neebe a spus că a fost „un dezaxat”.[65] Governatorul Altgeld a speculat că aruncătorul bombei ar fi fost un muncitor supărat neasociat cu acuzații sau cu mișcarea anarhistă dar care avea o ură personală față de poliție. În declarația sa dată cu ocazia grațierii, Altgeld a spus că istoricul de brutalitate a poliției față devmuncitori provocase răzbunarea, adăugând: „cpt. Bonfield este cel cu adevărat responsabil pentru moartea polițiștilor.”[66]
- Klemana Schuetz a fost identificat de către Franz Mayhoff, un anarhist și escroc din New York, care a susținut într-o depoziție că Schuetz recunoscuse că a aruncat bomba din Haymarket. August Wagener, avocatul lui Mayhoff, a trimis o telegramă de la New York avocatului apărării, căpitanul William Black cu o zi înaintea execuțiilor susținând că știe identitatea atentatorului. Black a încercat să amâne execuția cu această telegramă, dar guvernatorul Oglesby a refuzat. Ulterior s-a aflat că Schuetz fusese principalul martor împotriva lui Mayhoff la procesul în care acesta din urmă era acuzat de fraudă în domeniul asigurărilor, și deci depoziția lui Mayhoff nu a fost niciodată considerată credibilă de istorici.[67]
- Thomas Owen era un tâmplar din Pennsylvania. Grav rănit într-un accident cu o săptămână înainte de execuții, Owen ar fi mărturisit atentatul pe patul morții, spunând: „eu eram la mitingul din Haymarket și sunt anarhist și spun că eu am aruncat o bombă acolo”. El era anarhist și se pare că chiar fusese la Chicago atunci, dar alte relatări arată că multă vreme înainte de accident el afirmase că a fost la Haymarket și că l-a văzut pe cel care a aruncat bomba. Probabil că Owen încerca să-i salveze pe condamnați.[68]
- Reinold "Big" Krueger a fost ucis de poliție în învălmășeala de după atentat sau într-o agitație separată a doua zi și a fost considerat suspect, dar nu există dovezi sigure.[69][70]
- Un străin misterios este supoziția dată de John Philip Deluse, proprietarul unui bar din Indianapolis, care susține că a întâlnit un străin în localul său cu o zi înainte de atac. Acesta avea o raniță și era în drum de la New York la Chicago. Deluse a declarat că străinul era interesat de situația sindicatelor din Chicago, a arătat în mod repetat spre raniță și a spus: „o să auziți foarte curând de niște necazuri pe-acolo”.[71] Parsons s-a folosit de mărturia lui Deluse pentru a sugera că atentatorul a fost trimis de capitaliștii din est.[72] Despre necunoscutul lui Deluse nu se mai știe nimic altceva.

## Piața Haymarket după evenimente

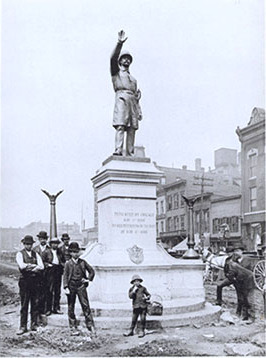
Monumentul amplasat la sfârșitul secolului al XIX-lea în piața Haymarket

În 1889, în centrul pieței Haymarket a fost ridicată o statuie de bronz de 2,7 m înălțime reprezentând un polițist din Chicago, realizată de sculptorul Johannes Gelert și finanțată din fonduri private strânse de Union League Club of Chicago⁠(d). Statuia a fost dezvelită la 30 mai 1889, de Frank Degan, fiul polițistului Mathias Degan. La 4 mai 1927, aniversarea a 41 de ani de la afacerea Haymarket, un tramvai a deraiat și s-a ciocnit cu monumentul. Vatmanul a spus că s-a săturat să-l vadă pe „polițaiul ăla cu mâna ridicată”. Primăria a restaurat statuia în 1928 și a mutat-o în Union Park. În anii 1950, construcția șoselei expres Kennedy a dus la demolarea a jumătate din vechea piață dărăpănată și în 1956, statuia a fost mutată pe o platformă special construită pentru ea și cu vedere spre șosea, în apropierea poziției sale inițiale.
Statuia din Haymarket a fost vandalizată cu vopsea neagră la 4 mai 1968, a 82-a aniversare a atacului de la Haymarket, în urma unei confruntări între poliție și demonstranți la un protest împotriva războiului din Vietnam. La 6 octombrie 1969, la scurt timp înaintea protestelor „Days of Rage⁠(d)”, statuia a fost distrusă de o bombă pusă între picioarele ei. Actul de vandalism a fost revendicat de organizația Weatherman, iar evenimentul s-a soldat cu spargerea a 100 de ferestre din cartier și cu împrăștierea de bucăți din statuie pe drumul expres Kennedy de sub ea. Statuia a fost reconstruită și dezvelită din nou la 4 mai 1970, apoi aruncată în aer din nou de Weathermen la 6 octombrie în același an. Statuia a fost iarăși reconstruită, iar primarul Richard J. Daley⁠(d) a pus statuia sub pază permanentă a poliției. În 1972 ea a fost mutată în holul sediului central al poliției orașului, iar în 1976 în curtea închisă a academiei de poliție din Chicago. Timp de alte trei decenii, soclul gol și marcat cu graffiti al statuii a rămas pe platforma din rămășițele dărăpănate ale pieței Haymarket unde a rămas cunoscută drept punct de reper al anarhiștilor. La 1 iunie 2007, statuia a fost readusă la sediul poliției Chicago cu un soclu nou, fiind dezvelită de Geraldine Doceka, strănepoata polițistului Mathias Degan.
La sfârșitul secolului al XX-lea, istoricii care făceau cercetări în evenimentele de la Haymarket au avut surpriza să afle că mare parte din documentele primare legate de incident (în afara materialelor privind procesul) nu mai erau în Chicago, ci fuseseră transferate în Berlinul de Est, pe atunci parte din RDG-ul comunist.
În 1992, locul unde stătea căruța oratorilor a fost marcat de o plăcuță de bronz în trotuar, pe care scrie:
| “ | Un deceniu de frământări între muncitori și patronii industriali a culminat aici cu o confruntare soldată cu moartea tragică a unor muncitori și polițiști. La 4 mai 1886, spectatorii de la un miting sindical s-au adunat în jurul ieșirii aleii Crane. Un contingent de poliție ce se apropia de pe strada Des Plaines a fost întâmpinat de o bombă aruncată dinspre un loc de la sud de alee. Procesul celor opt activiști a atras atenția întregii lumi către mișcarea sindicală, și a declanșat tradiția mitingurilor sindicale de 1 Mai în multe orașe. Inaugurat la 25 martie 1992 Richard M. Daley⁠(d), primar | ” |

La 14 septembrie 2004, Daley și liderii sindicali– printre care și președintele sindicatului polițiștilor din Chicago– a dezvelit un monument al artistului localnic Mary Brogger, o sculptură de 4,5 m a unei căruțe de pe care liderii sindicali au cerut ziua de muncă de opt ore în piața Haymarket. Sculptura de bronz, despre care se dorește a fi elementul central al unui viitor „Parc al Muncii”, dorește să simbolizeze atât mitingul din piața Haymarket cât și dreptul la libera exprimare.